# Resnik Bosiljevski
Resnik Bosiljevski – wieś w Chorwacji, w żupanii karlowackiej, w gminie Bosiljevo. W 2011 roku liczyła 16 mieszkańców.